# Novastorm
Novastorm est un jeu vidéo de type shoot them up développé et édité par Psygnosis, sorti en 1994 sur 3DO, Mega-CD et DOS. Le jeu a été adapté sur PlayStation en 1995. Une version FM Towns a également vu le jour, sous le nom de Scavenger 4.

## Système de jeu
Le joueur est amené à diriger un vaisseau dans des décors précalculés tout en détruisant des vagues d'ennemis puis un boss de fin de niveau.
De façon très classique, l'élimination des ennemis donne droit à des récompenses qui cumulées peuvent fournir une puissance de feu supplémentaire ou une nouvelle arme au joueur.

## À noter
Novastorm fait partie des premiers jeux comme The 7th Guest ou Microcosm à employer le support du CD-Rom pour proposer des scènes de jeu très gourmandes en stockage numérique ainsi que des pistes audio sur le CD.
L'arrière plan du jeu est en réalité une vidéo précalculée qui permet de fournir un rendu exceptionnel pour l'époque, impossible à calculer en temps réel avec les machines sur lesquelles tournaient le jeu. Les auteurs ont donc profité du support CD-Rom qui leur fournissait beaucoup de place pour intégrer ces vidéos précalculées, très gourmandes en mémoire.
Une version Amiga CD32 du jeu était également en cours de développement, semble-t-il a un stade très avancé, mais n'a jamais été publiée,.

## La série
- 1993 - Microcosm
- 1994 - Novastorm
- 1994 - Megamorph